# Scaphochlamys multifolia
Scaphochlamys multifolia là một loài thực vật có hoa trong họ Gừng. Loài này được Ooi Im Hin, Kalu Meekiong và Wong Sin Yeng miêu tả khoa học đầu tiên năm 2017.

## Mẫu định danh
Mẫu định danh: I.H. Ooi & T. Jepom OIH111; thu thập ngày 30 tháng 3 năm 2015 ở tọa độ 1°31′52,7″B 110°7′42,5″Đ / 1,51667°B 110,11667°Đ, cao độ 118 m, Gunung Moi, huyện Bau, tỉnh Kuching, bang Sarawak, Malaysia. Holotype lưu giữ tại Cục Lâm nghiệp bang Sarawak ở Kuching (SAR).

## Từ nguyên
Tính từ định danh multifolia nghĩa là nhiều lá; dùng để chỉ các chồi nhiều lá ở cây trưởng thành của loài này.

## Phân bố
S. multifolia chỉ được biết đến từ khu vực lấy mẫu trong huyện Bau, tỉnh Kuching, bang Sarawak, Malaysia. Loài này sinh sống trên đất đen podzol trên sa thạch trong rừng kerangas (rừng thạch nam nhiệt đới), cao độ ~120 m.

## Mô tả
Địa thực vật thân thảo, sống lâu năm, có thân rễ, cao tới 40 cm. Thân rễ hơi ở dưới mặt đất, đường kính ~5 mm, vỏ màu lục nhạt ánh nâu, ruột màu trắng ánh nâu. Các chồi lá cách nhau 5–20 mm, nhiều lá, tới 8 lá, cây non có tới 8 lá; cuống lá dài 12–24 cm, có rãnh, màu xanh lục từ nhạt đến vừa, nhẵn nhụi, đáy hơi hình gối, màu trắng đến xanh lục nhạt; bẹ không lá 0–3, dài 0,5–3,5 cm, màu xanh lục vừa, thưa lông tơ, khô khi già; bẹ lá dài ~1 cm, dạng màng, màu trắng, nhẵn nhụi, khô và nát vụn khi già; lưỡi bẹ khó thấy; phiến lá 12–15 × 5,5–9,5 cm, hình trứng đến hình mũi mác, dạng giấy, mép hơi gợn sóng, đáy thuôn tròn, đỉnh nhọn đến tù; mặt gần trục nửa bóng, màu xanh lục từ nhạt đến vừa, nhẵn nhụi, gân giữa lõm, thường màu xanh lục ánh vàng, nhẵn nhụi, các gân bên chính hơi nổi; mặt xa trục màu xanh lục nhạt, thưa lông tơ, gân giữa nổi, màu xanh lục ánh vàng, thưa lông tơ, các gân bên chính không dễ thấy. Cụm hoa dài ~6–12,5 cm, đầu cành bên trong các bẹ không lá, chen chúc chặt, bao gồm ~5 xim hoa bọ cạp xoắn ốc, mỗi xim 2–3 hoa mọc trên cuống cụm hoa; cuống cụm hoa dài ~2–3,5 cm, màu trắng ánh lục, nhẵn nhụi, có các bẹ không lá bền bao phủ; lá bắc ~5, kích thước ~16 × 5 mm, sắp xếp xoắn ốc, hình mác, dạng màng, màu xanh lục từ nhạt đến vừa, thưa lông tơ, đỉnh nhọn thon, mỗi lá bắc đỡ 2–3 hoa; lá bắc con 2–3, dài ~14 mm, ngắn hơn lá bắc nhưng hầu như không phân biệt được với lá bắc, màu lục nhạt; hoa dài 3–3,5 cm, không có mùi đáng chú ý; đài hoa dài 9–11 mm, màu trắng, thưa lông tơ, đỉnh 3 răng; ống hoa dài 23–27 mm, thưa lông tơ, màu trắng; các thùy tràng hoa dài 9–11 mm, hình mác, nhẵn nhụi, màu trắng ánh vàng, đỉnh nhọn, có nắp; nhị lép dài 6–7 mm, hình từ thẳng đến hơi mác ngược, mặt gần trục có lông tuyến, màu vàng nhạt, đỉnh từ nhọn đến thuôn tròn; cánh môi 9–11 × 8–10 mm, hình thìa, mặt gần trục có lông tuyến, màu trắng ở đáy và màu tím cho đến đỉnh, dải giữa màu vàng nhạt, đỉnh 2 thùy, khía răng cưa ~4 mm, các thùy đôi khi hơi xếp chồng; nhị ~4 × 2 mm, có lông tuyến, màu trắng; chỉ nhị dài ~0,5 mm; mô vỏ bao phấn dài ~3 mm, có cựa rất ngắn ở đáy, mào dài ~0,5 mm; đầu nhụy dài dưới 1 mm, hình chùy, với 2 bướu ở lưng, lỗ nhỏ có lông rung, hướng về phía trước; vòi nhụy dài ~25 mm, màu trắng, thưa lông tơ; bầu nhụy dài ~2 mm, 1 ngăn, rậm lông tơ, màu trắng, noãn đính đáy; tuyến trên bầu 2, dài ~1 mm, rời, hình kim, màu trắng ánh nâu. Quả ~12 × 5 mm, quả nang nứt, hình trứng thuôn dài, thưa lông tơ, màu xanh lục ánh trắng (vỏ quả ngoài tựa cutin màu trắng ánh lục trong mờ bao quanh hạt màu xanh lục), được các lá bắc bền đỡ. Hạt ~2, kích thước ~10 × 2 mm, hình trứng thuôn dài, nhẵn nhụi, màu xanh lục; áo hạt ~4 mm, xé rách, màu trắng ánh nâu; ngoại nhũ màu trắng.
Nhóm Petiolata được xác định bằng cụm hoa chen chúc chặt, sắp xếp xoắn ốc, các lá bắc dạng màng, các lá bắc con tương tự như lá bắc, với lá bắc con thứ nhất ngắn hơn lá bắc, 2 gờ lưng rất mờ nhạt, hoa nhỏ, dài ~4 cm với cánh môi chủ yếu có màu tím dài ~1 cm và quả có vỏ quả ngoài nhẵn. Nhóm này chỉ giới hạn ở phía tây Sarawak, gồm 10 loài là S. argentea, S. biru, S. durga, S. hasta, S. multifolia, S. nigra, S. petiolata, S. pseudoreticosa, S. reticosa, S. stenophylla.
S. multifolia có thể dễ dàng phân biệt với S. petiolata ở chỗ có các chồi nhiều lá, các cụm hoa đầu cành chen chúc chặt bên trong các bẹ không lá bền và phiến lá thường với gân giữa màu xanh lục ánh vàng. Các phiến lá của S. multifolia giống như của S. petiolata, nhưng nó giữ các chồi nhiều lá ở cây trưởng thành. Cụm hoa của S. multifolia là đầu cành nằm bên trong các bẹ, không mọc ra từ gần đáy lá như hầu hết các loài Scaphochlamys khác. S. anomala là loài duy nhất khác của chi Scaphochlamys ở Borneo được báo cáo là có cụm hoa đầu cành bên trong bẹ nhưng nó thuộc nhóm Anomala.